# St. Koloman (Burgsalach)

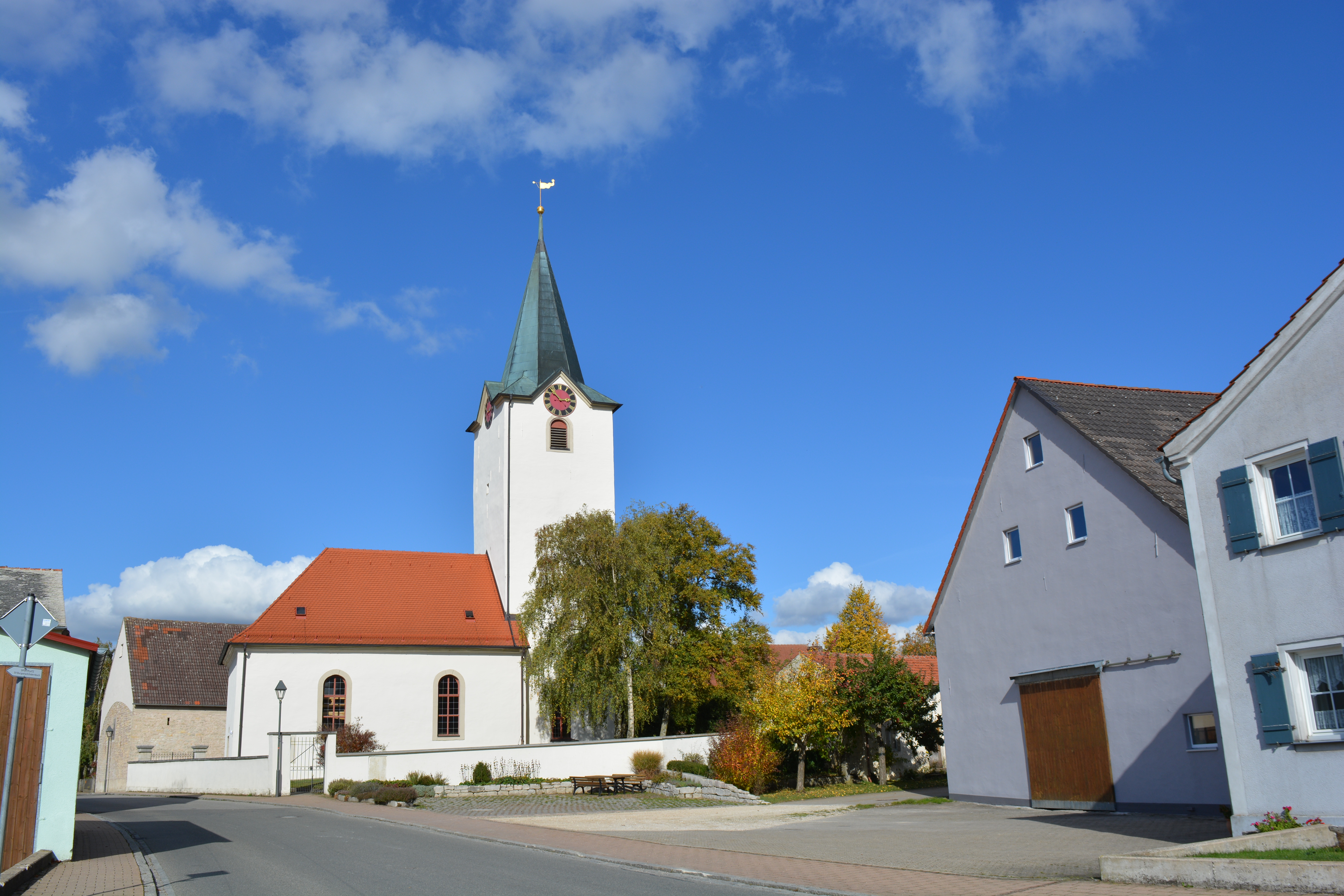
St. Koloman

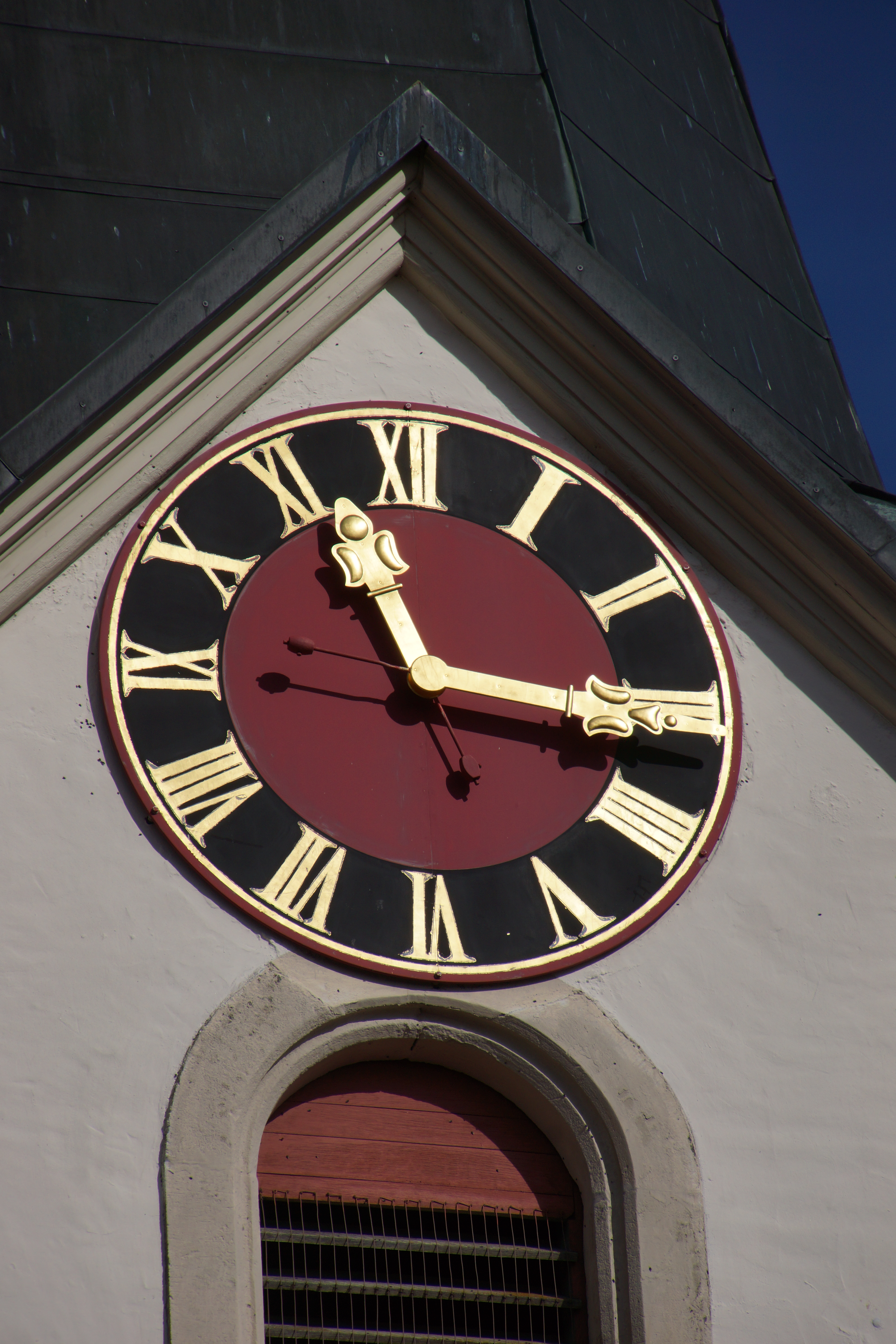
Dateiansicht der Kirchturmuhr

Die St.-Koloman-Kirche (auch St. Coloman) ist eine evangelisch-lutherische Kirche in Burgsalach, einer Gemeinde im mittelfränkischen Landkreis Weißenburg-Gunzenhausen. Sie ist die Pfarrkirche der Pfarrei Burgsalach im Evangelisch-Lutherischen Dekanat Weißenburg. Die postalische Adresse lautet Hiselau 7. Das Gebäude ist unter der Denkmalnummer D-5-77-120-11 als Baudenkmal in die Bayerische Denkmalliste eingetragen. Die mittelalterlichen, untertägigen Bestandteile der Kirche sind zusätzlich als Bodendenkmal (Nummer: D-5-6932-0241) eingetragen. Die Kirche ist dem heiligen Koloman geweiht.
Die Kirche liegt umgeben von weiteren denkmalgeschützten Bauwerken und gegenüber dem Pfarrhaus im Ortskern Burgsalachs auf einer Höhe von 582 Metern über NHN.
Eine Kirchenweihe durch Gundekar II. ist für das Jahr 1071 beurkundet. 1464 wurde diese Kirche durch einen gotischen Neubau ersetzt. Nach einem Brand wurde 1746 die heutige Chorturmkirche im barocken Stil errichtet. Lediglich das Untergeschoss des Chorturms blieb erhalten. Der Turm wurde 1885 erhöht und wird von einem Spitzhelm gekrönt. Eine Orgel von Steinmeyer wurde 1869 eingebaut, die heutige Walcker-Orgel ist von 1964. Der Altar ist von 1807. Die Ornamente an Decken und Wände sind neugotisch. Bei einer Renovierung von 1964 bis 1965 wurde ein Großteil der Einrichtung entfernt. 1986 erfolgte eine partielle Rekonstruktion des Innenraums. An der Turmostseite ist ein Pyramidengrabmal für Georg Michael Schmauser († 1817) angebracht. Am 15. Mai 2012 gab es einen Brand im Eingangsbereich, wobei es einen Sachschaden von 10.000 Euro gab.